# 愛似百匯
《愛似百匯》（日语：パフェちっく!）是日本漫畫家七路眺創作的日本漫畫作品。於少女漫畫雜誌《瑪格麗特》（集英社）2000年9号到2007年13号期間進行連載。單行本全22卷。累計銷售500萬部（包含電子版）。
2004年由集英社發行廣播劇CD。2010年由台灣改編成電視劇。2018年日本將其改編成網路劇。

## 故事簡介
小風是一年級新生。在開學的前一天，大業和阿一這對堂兄弟由於父母工作的關係搬到了她家的樓上一起住。阿一比較沉默寡言，大業外向開朗卻很花心。雖然他們給小風的第一印象不太好，但隨著在生活和學校中接觸的增多，小風漸漸瞭解到他們不為人知的另一面。花心的大業每天都和不同的女生交往，在私底下卻對小風表示他無法和任何女孩子交往。阿一外表冰冷無情，說話又損人，有時卻會對小風露出溫柔地笑容。

## 登場角色
聲優為廣播劇CD的配音員。
龜山風呼（聲：小清水亞美）
主角。高中2年級生。個性活潑開朗。喜歡打扮、玩頭髮、和小孩一起玩。
新保大也（聲：鈴村健一）
壹的堂哥。喜歡女生。喜歡風呼，然而為此和她分開。
新保壹（聲：浪川大輔）
大也的堂弟。住在風呼公寓樓上，和大也一起住。學生會長。至看之下很冷酷但事實不然。最近發現喜歡風呼。
藤秋櫻（聲：山崎和佳奈）
表裏性格不一。風呼的網球社前輩。以前喜歡大也，現在和磯交往中。
磯部智（聲：岸尾大輔）
秋櫻的戀人。籃球社。喜歡親近人。
小森千紗
風呼的朋友。和大也的朋友黑岩交往。
大林真子
女主角的好友之一。
伊織惠
在新保家的公司任職。長相甜美，應對進退得宜，一直擔任公司高階主管的特助工作。是新保壱喜歡的人。因為男友長期在外地工作，自願請調。
影近
喜歡新保壱。擔任學生會的書記。
新保古都
新保壱的妹妹。

## 出版書籍
| 卷數 | 集英社         | 集英社                 | 東立出版社     | 東立出版社             |
| 卷數 | 發售日期       | ISBN                   | 發售日期       | ISBN                   |
| ---- | -------------- | ---------------------- | -------------- | ---------------------- |
| 1    | 2000年9月25日  | ISBN 4-08-847277-2     | 2001年4月15日  | ISBN 957-699-291-5     |
| 2    | 2000年12月15日 | ISBN 4-08-847316-7     | 2001年6月22日  | ISBN 957-699-292-3     |
| 3    | 2001年4月25日  | ISBN 4-08-847361-2     | 2001年12月31日 | ISBN 986-11-0116-0     |
| 4    | 2001年8月24日  | ISBN 4-08-847405-8     | 2002年3月5日   | ISBN 986-11-0324-4     |
| 5    | 2002年1月25日  | ISBN 4-08-847460-0     | 2002年9月30日  | ISBN 986-11-0846-7     |
| 6    | 2002年5月24日  | ISBN 4-08-847503-8     | 2002年11月20日 | ISBN 986-11-0979-X     |
| 7    | 2002年9月25日  | ISBN 4-08-847548-8     | 2003年2月17日  | ISBN 986-11-1524-2     |
| 8    | 2003年2月25日  | ISBN 4-08-847599-2     | 2003年6月5日   | ISBN 986-11-2512-4     |
| 9    | 2003年6月25日  | ISBN 4-08-847638-7     | 2003年9月1日   | ISBN 986-11-2955-3     |
| 10   | 2003年10月24日 | ISBN 4-08-847673-5     | 2003年12月25日 | ISBN 986-11-3379-8     |
| 11   | 2004年3月25日  | ISBN 4-08-847722-7     | 2004年5月18日  | ISBN 986-11-4494-3     |
| 12   | 2004年7月23日  | ISBN 4-08-847759-6     | 2004年9月24日  | ISBN 986-11-4495-1     |
| 13   | 2004年11月25日 | ISBN 4-08-847797-9     | 2005年1月10日  | ISBN 986-11-5243-1     |
| 14   | 2005年4月25日  | ISBN 4-08-847842-8     | 2005年5月31日  | ISBN 986-11-5878-2     |
| 15   | 2005年7月25日  | ISBN 4-08-847873-8     | 2005年12月6日  | ISBN 986-11-7267-X     |
| 16   | 2005年11月25日 | ISBN 4-08-846003-0     | 2006年1月6日   | ISBN 986-11-7999-2     |
| 17   | 2006年3月24日  | ISBN 4-08-846038-3     | 2006年5月29日  | ISBN 986-11-8049-4     |
| 18   | 2006年8月25日  | ISBN 4-08-846083-9     | 2006年10月5日  | ISBN 986-11-8377-9     |
| 19   | 2006年12月25日 | ISBN 4-08-846119-3     | 2007年2月8日   | ISBN 978-986-11-9621-3 |
| 20   | 2007年4月25日  | ISBN 978-4-08-846160-1 | 2007年6月26日  | ISBN 978-986-11-9622-0 |
| 21   | 2007年6月25日  | ISBN 978-4-08-846179-3 | 2007年9月13日  | ISBN 978-986-10-0246-0 |
| 22   | 2007年8月24日  | ISBN 978-4-08-846201-1 | 2007年11月30日 | ISBN 978-986-10-0553-9 |

### 單行本未收錄作品
- パフェが苦い[1][2]（《Margaret》2018年9号）

## 電視劇

### 電視劇
台灣於2010年12月19日到2011年3月13日期間播出，全13集。主演：炎亞綸、辰亦儒、喻虹淵。導演：吳建新。

### 網路劇
2018年3月31日於FOD網站配信，最終回6月2日播出。全10話。
2018年7月12日至9月13日於富士電視台播出，於W Knight時段（星期四 0:55 - 1:25）進行放送。

### 製作人員
- 製作人 - 東康之、黑澤淳
- 脚本 - 三浦駿斗、木滝りま、諸橋隼人、木梨亜美
- 演出 - 山内宗信、石井満梨奈、佐野隆英、安見悟朗

### 登場人物
- 龜山風呼 - 高橋光
- 新保大也 - 中尾暢樹
- 新保壹 - 林裕一朗[4]
- 藤秋櫻 - 川添野愛
- 伊織惠 - 立石晴香
- 龜山美空 - 大澤光[5]

#### 播放日程
| EP            | 配信日期      | 播放日期      | 標題 |
| ------------- | ------------- | ------------- | ---- |
| Episode 01    | 2018年3月31日 | 2018年7月12日 |      |
| Episode 02    | 2018年4月7日  | 2018年7月19日 |      |
| Episode 03    | 2018年4月14日 | 2018年7月26日 |      |
| Episode 04    | 2018年4月21日 | 2018年8月2日  |      |
| Episode 05    | 2018年4月28日 | 2018年8月9日  |      |
| Episode 06    | 2018年5月5日  | 2018年8月16日 |      |
| Episode 07    | 2018年5月12日 | 2018年8月23日 |      |
| Episode 08    | 2018年5月19日 | 2018年8月30日 |      |
| Episode 09    | 2018年5月26日 | 2018年9月6日  |      |
| Final Episode | 2018年6月2日  | 2018年9月13日 |      |

## 外部連結
- 漫画
  - パフェちっく!のスペシャルホームページ，存于

- 網路劇
  - パフェちっく - フジテレビ （页面存档备份，存于）